# Pazifiktaucher

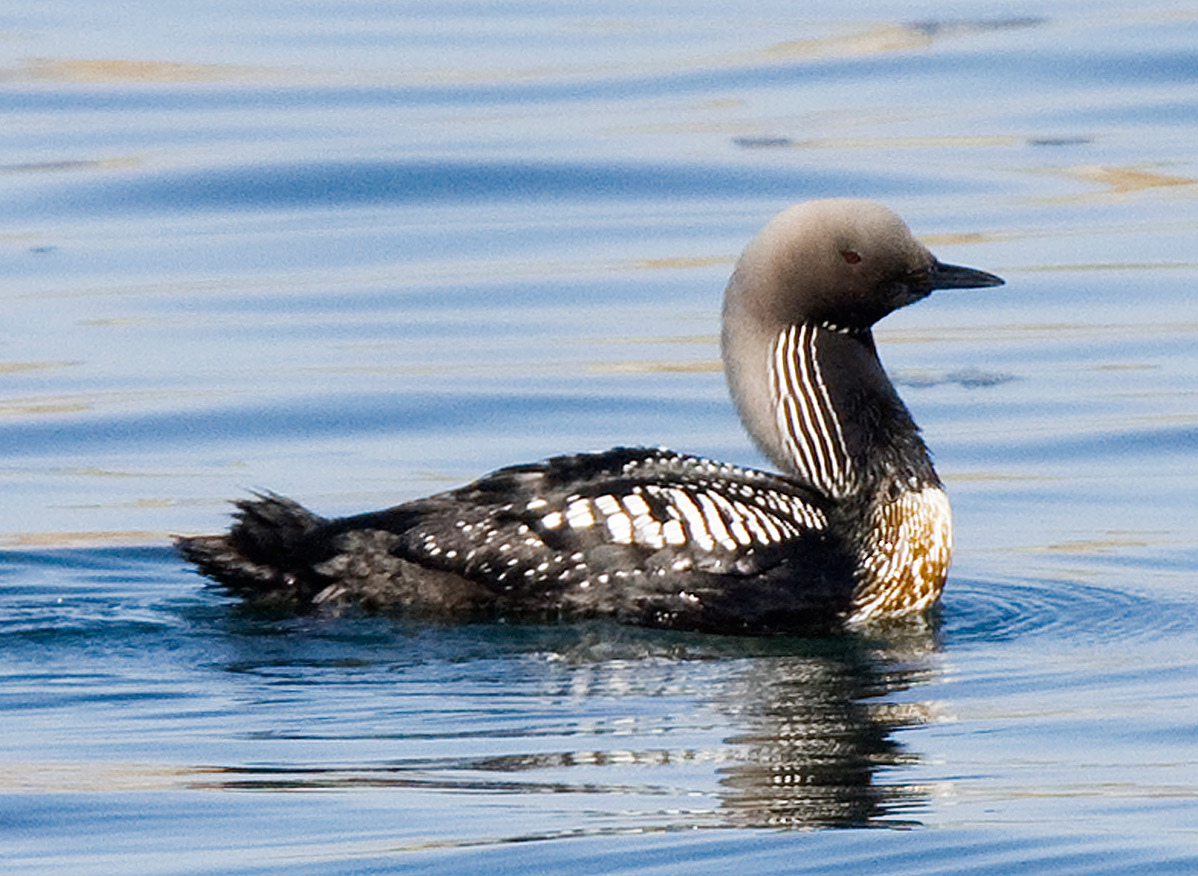
Pazifiktaucher

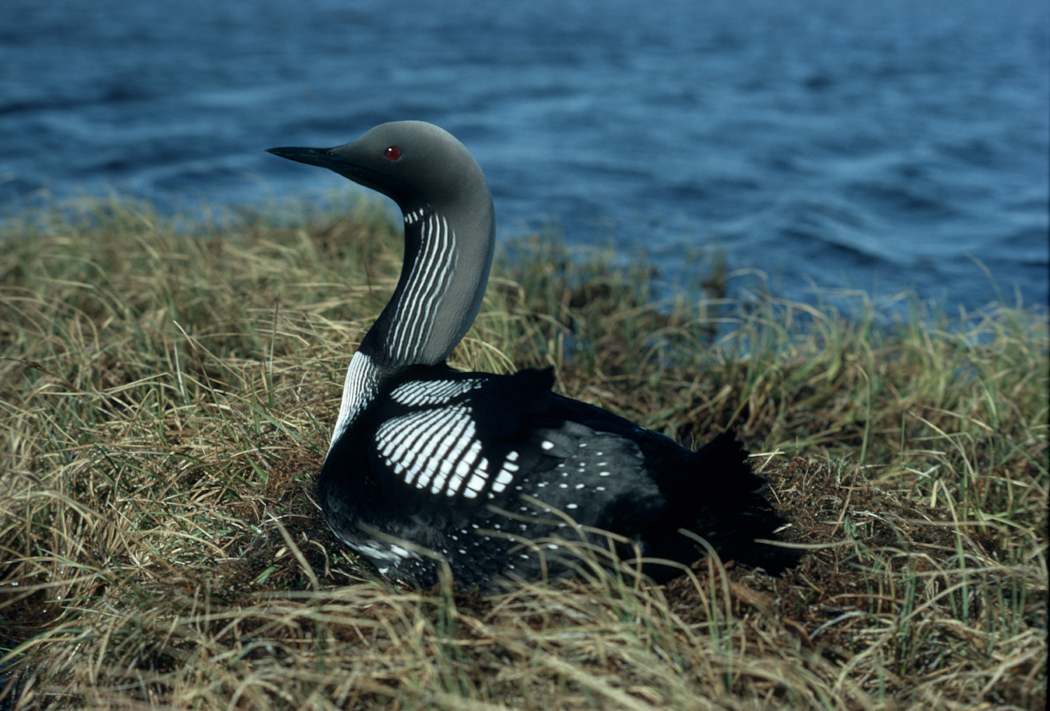
Im Vergleich dazu der sehr ähnliche Prachttaucher

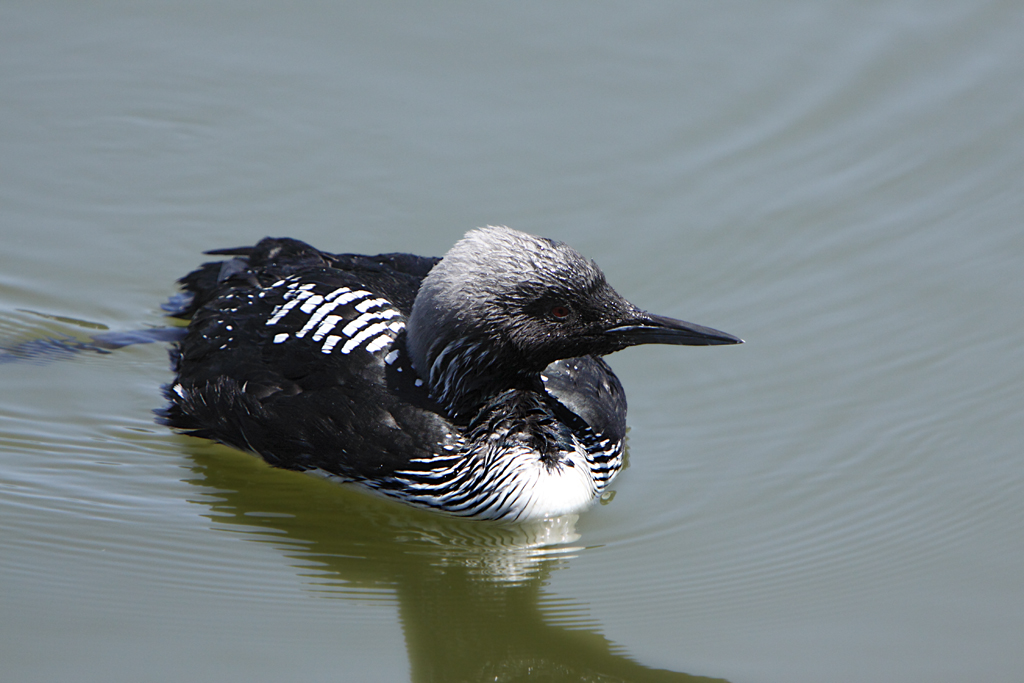
Pazifiktaucher, Kalifornien

Der Pazifiktaucher (Gavia pacifica), auch Weißnackentaucher genannt, ist eine mittelgroße Art aus der Familie der Seetaucher. Er kommt in Nordostasien und den arktischen sowie den subarktischen Teilen Nordamerikas vor.
Der Pazifiktaucher ist dem in Mitteleuropa während des Winterhalbjahrs gelegentlich vorkommenden Prachttaucher sehr ähnlich und bildet mit dieser Art gemeinsam eine Superspezies. Das Verbreitungsgebiet dieser beiden Arten überlappt sich teilweise. Die Sympatrie beider Arten in einem bedeutenden Teil ihres Areals ohne Hybridisation, obwohl beide Arten teils gemeinsam auf demselben Gewässer brüten, ist einer der Belege dafür, dass es sich bei ihnen tatsächlich um zwei getrennte Arten handelt. Verglichen mit dem Prachttaucher hat der Pazifiktaucher einen kürzeren und dünneren Schnabel und einen massiveren Kopf auf einem kurzen, verhältnismäßig dicken Hals.

## Merkmale
Der 61 cm lange Pazifiktaucher ist ein kleiner Seetaucher mit einem geraden schlanken Schnabel. Männchen wiegen zwischen 1500 und 2600 Gramm, Weibchen 1200 bis 2500 Gramm.
Im Prachtkleid ist der Kopf hellgrau gefärbt; Nacken und Rücken sind schwarz mit weißen Streifen und die schwarze Kehle schimmert violett.
Im Schlichtkleid ist die gesamte Oberseite einfarbig schwarzgrau. Oberkopf, Hinterhals und Halsseiten sind grau; die unteren Kopfseiten, Kinn, Kehle und Vorderhals sind scharf abgesetzt weiß. Die grauen Halsseiten sind nach vorn oft dunkel begrenzt. Der Schnabel ist blassgrau, der Schnabelfirst ist dunkelgrau.
Das Jugendkleid ähnelt sehr dem Schlichtkleid, die Deckfedern der Oberseite sind jedoch mehr graubraun und fein hell gesäumt, so dass die Oberseite insgesamt deutlich gewellt erscheint. Die Iris ist braun. Das erste Dunenkleid ist dunkelbraun, die Körperunterseite der Küken ist etwas heller. Der Bauch ist grau und um das Auge verläuft ein undeutlich weißlicher Ring. Das zweite Dunenkleid ist ähnlich, jedoch insgesamt etwas heller. Der Bauch ist weißlich.
Er fliegt mit ausgestrecktem Hals. Seine Lautäußerung ist ein hohes jodelhaftes Heulen.

## Verbreitung
Der Pazifiktaucher  brütet an tiefen Seen in der Tundra von Alaska bis zu Baffin Island und südlich bis British Columbia, Manitoba und Ontario. In Nordostasien erstreckt sich das Brutareal in einem Streifen über die Festlandstundren von den Niederungen der Jana nach Osten über das Delta von Indigirka und Kolyma, erreicht stellenweise wie beispielsweise am Unterlauf der Indigirka die Südgrenze der Tundrazone, verläuft weiter über die Tschaunniederungen, die ans Meer grenzende Tundra des nördlichen Teils der Tschuktschen-Halbinsel und den Einzugsbereich Kantschalen und Tanjurer, das Anadyrgebiet bis zu den Niederungen der Chaturka und bis in den Norden des Korjakengebirges. Er kommt außerdem auch auf der Großen Ljachowinsel vor und ist ein Irrgast auf der Wrangelinsel, wo er allerdings nicht brütet.
Anders als andere Seetaucher, wandert er in Schwärmen. Er überwintert an der Pazifikküste oder an großen Seen.

## Lebensweise
Der Pazifiktaucher ernährt sich von Fischen, die er unter Wasser fängt. Er ist dabei mitunter mit Schwärmen anderer Seevögel wie etwa Silberalk, Dreizehenmöwe und Nashornalk assoziiert. Die zwei oliv-braun gefleckten Eier werden in eine meist mit Wasserpflanzen ausgelegten Bodenmulde nahe am Wasser gelegt.

## Belege

### Einzelbelege
1. ↑   Il'ičev &  Flint: Handbuch der Vögel der Sowjetunion - Band 1: Erforschungsgeschichte, Gaviiformes, Podicipediformes, Procellariiformes. 1985, S. 224.
2. ↑   Il'ičev &  Flint: Handbuch der Vögel der Sowjetunion - Band 1: Erforschungsgeschichte, Gaviiformes, Podicipediformes, Procellariiformes. 1985, S. 225.